# Trikresylphosphate
Trikresylphosphate (TKP, englisch TCP) sind eine Gruppe chemischer Verbindungen, die in 10 unterschiedlichen isomeren Formen auftreten. Sie sind Phosphorsäureester der Kresole. Da Kresol als ortho-, meta- oder para-Kresol vorliegen kann, unterscheiden sich die Isomere von TKP in der Position der Methylgruppe (–CH3) an den drei aromatischen Ringen. Sie können beispielsweise als o,o,o-Trikresylphosphat, o,o,m-Trikresylphosphat, o,o,p-Trikresylphosphat, o,m,m-Trikresylphosphat, o,m,p-Trikresylphosphat, o,p,p-Trikresylphosphat, m,m,m-Trikresylphosphat, m,m,p-Trikresylphosphat, m,p,p-Trikresylphosphat oder p,p,p-Trikresylphosphat vorliegen.

## Substanzen
| Gefahrensymbol | Gefahrensymbol |

| Gefahrensymbol | Gefahrensymbol |

| Gefahrensymbol | Gefahrensymbol |

| Gefahrensymbol | Gefahrensymbol |

Sind alle drei Methylgruppen gleich angebracht, wird auch von Tri-x-tolylphosphat oder x-Trikresylphosphat (x = o, m, p) gesprochen. Als Trikresylphosphat i. e. S. wird allgemein ein Isomerengemisch der verschiedenen Formen verstanden. Je nach vorliegendem Isomerengemisch unterscheiden sich die physikalischen und physiologischen Eigenschaften des Stoffes. o-Trikresylphosphat und andere ortho-Isomere sind giftig und hemmen das Enzym Cholinesterase.

## Gewinnung und Darstellung
Trikresylphosphate können durch Reaktion von Kresolen mit Phosphoroxychlorid gewonnen werden:
OPCl3 + 3 HOC6H4CH3 → OP(OC6H4CH3)3 + 3 HCl
In alkalischen Medien wandeln sie sich durch Hydrolyse zu Kresolen und Dikresylphosphaten um. Beispiel für Natronlauge:
OP(OC6H4CH3)3 + NaOH → + HOC6H4CH3 + NaO2P(OC6H4CH3)2

## Verwendung
Trikresylphosphate dienten als Flammschutzmittel und als Weichmacher für PVC, Nitrozellulose, Acrylate, Firnis. Weiterhin dienten sie als Zusatz in Schmierstoffen, Hydraulikflüssigkeit und anderen technischen Ölen, sowie als Benzinadditiv (als Antipreignitionsstoff). Trikresylphosphate schützen den Motor vor Glühzündungen sowie vor Bildung von Bleirückständen im Verbrennungsraum. Sie werden jedoch derzeit wegen ihrer Giftigkeit nicht mehr verwendet. Eine Ausnahme dabei ist der Einsatz als Zusatz für Öle (bis 5 % Anteil) für Flugmotoren und Strahltriebwerke, wo sie auch heute noch im Einsatz sind. Laut einer im März 2017 veröffentlichten Studie der EASA enthalten die darin analysierten Öle TCP, allerdings wurden keine giftigen Orthotrikresylphosphat-Isomere nachgewiesen. Laut der Studie sind in den Ölen nach der Pyrolyse neuroaktive Substanzen vorhanden, jedoch in einer so geringen Konzentration, dass sie in einer gesunden Lunge keinen Schaden anrichten können. Bei einer zweiten Studie wurden bei 69 Linienflügen mit acht unterschiedlichen Flugzeug- und Triebwerksmustern zwar vereinzelt Kleinstmengen von Trikresylphosphat-Konzentrationen im Nanogrammbereich pro Kubikmeter gemessen, jedoch niemals Orthotrikresylphosphate.
Andere Anwendungen sind der Einsatz von Trikresylphosphaten als Kühlmittel, Lösungsmittel, Zwischenprodukt bei chemischen Synthesen und Absorbens (Waschflüssigkeit, z. B. für Phenol).

## Sicherheitshinweise
Das o,o,o-Isomer – und damit auch das Isomerengemisch – ist ein Nervengift (neurotoxisch), da es das Enzym Acetylcholinesterase hemmt (Cholinesteraseinhibitor). Bei Vergiftung mit diesen Stoffen sind häufig Gesundheitsprobleme zu beobachten. Einerseits können, charakteristischerweise verzögert, Erbrechen, Bauchschmerzen und Durchfall auftreten und andererseits langfristige neurologische Symptome wie Lähmungen, Schwindel, Kopfschmerzen, Ermüdungserscheinungen, Herzrasen, Kurzatmigkeit, Glieder- und Muskelschmerzen. Bei Fluggästen, Flugbegleitern und Piloten sind Vergiftungsfälle bekannt, bei denen von einer Vergiftung mit TKP ausgegangen wird, da die Zapfluft von Flugzeugen im Fall von Störfällen mit TKP kontaminiert sein kann.
Durch den Verzehr von mit TKP versetzten Torpedo-Ölen aufgrund der damals herrschenden Nahrungsmittelknappheit kam es in Eckernförde 1941/42 (rund 70 Fälle) und 1949, sowie in Kiel 1944/45 zu Vergiftungen („Eckernförder Krankheit“). Gleiches widerfuhr 1940 in Ramiswil im Schweizer Kanton Solothurn (etwa 85 Fälle), sowie im Kanton Schwyz (17 Fälle) Schweizer Soldaten und Zivilisten ausgelöst durch die versehentliche Verwendung von mit TKP versetzten Maschinengewehr-Kühlölen. Die Geschädigten wurden unter der Bezeichnung Ölsoldaten bekannt.